# Ryō Nojima
Ryō Nojima (japanisch 野嶋 良 Nojima Ryō; * 5. Oktober 1979 in der Präfektur Toyama) ist ein japanischer Fußballspieler.

## Karriere
Nojima erlernte das Fußballspielen in der Universitätsmannschaft der Shizuoka-Sangyo-Universität. Seinen ersten Vertrag unterschrieb er 2002 bei YKK (heute: Kataller Toyama). Der Verein spielte in der dritthöchsten Liga des Landes, der Japan Football League. Am Ende der Saison 2008 stieg der Verein in die J2 League auf. Ende 2010 beendete er seine Karriere als Fußballspieler.